# Örby, Stockholms kommun
Örby är en stadsdel i Söderort inom Stockholms kommun, belägen ca 5 km söder om Gamla stan och cirka 3,6 km från Skanstull. Den gränsar till stadsdelarna Bandhagen, Stureby, Älvsjö, Örby slott, Högdalen och Hagsätra. Örby avgränsas i nordväst av Huddingevägen, i nordöst av Örbyleden, i sydöst av Skebokvarnsvägen och i sydväst av Magelungsvägen.

## Historia
Örby municipalsamhälle i Brännkyrka landskommun och Brännkyrka socken inrättades år 1904. 1913 inkorporerades Brännkyrka med Stockholms stad, varvid municipalsamhället upplöstes. 

## Örby villastad

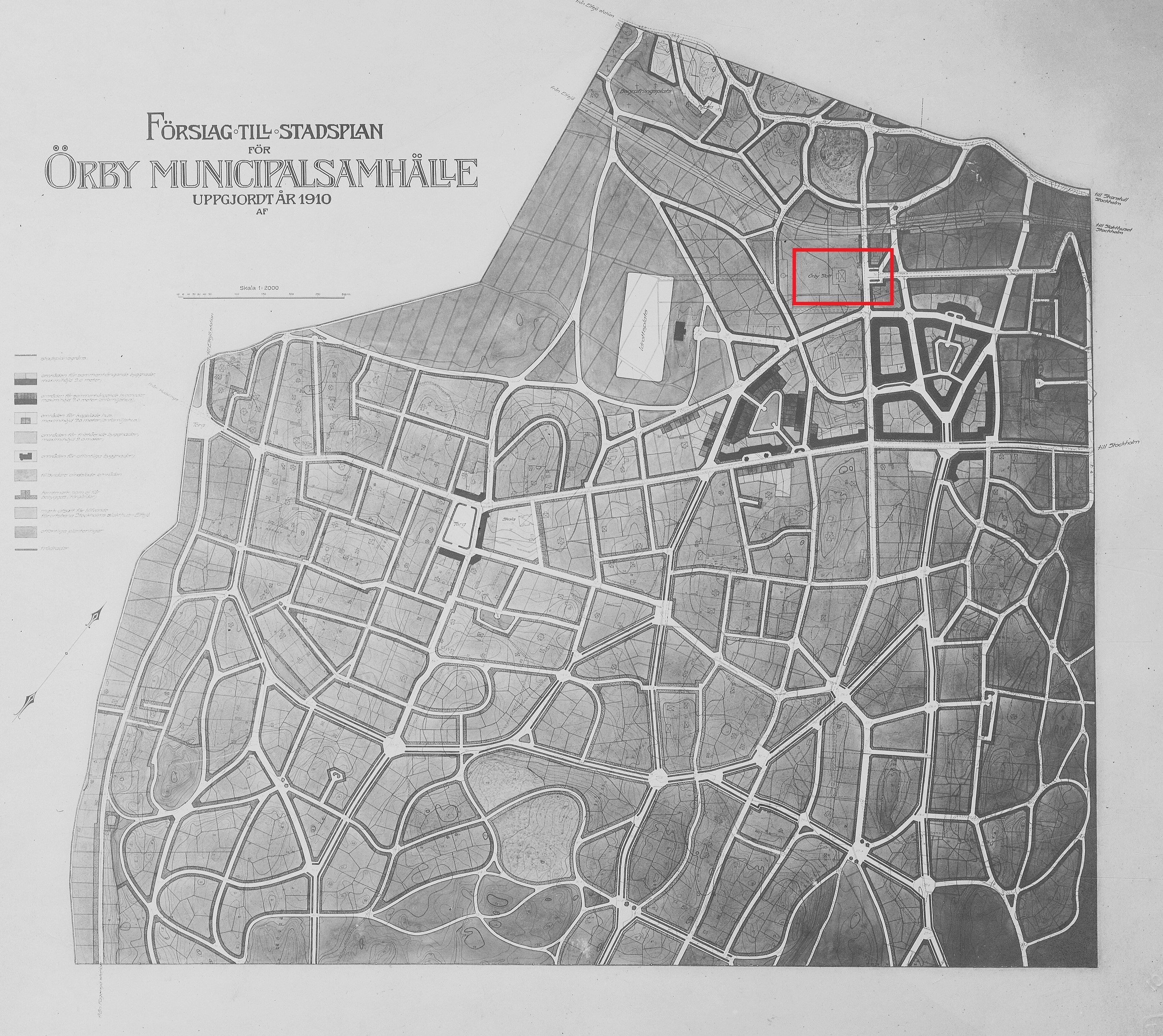
Örby Municipalsamhälle 1910
(Örby slottsbyggnad inom röd ram).

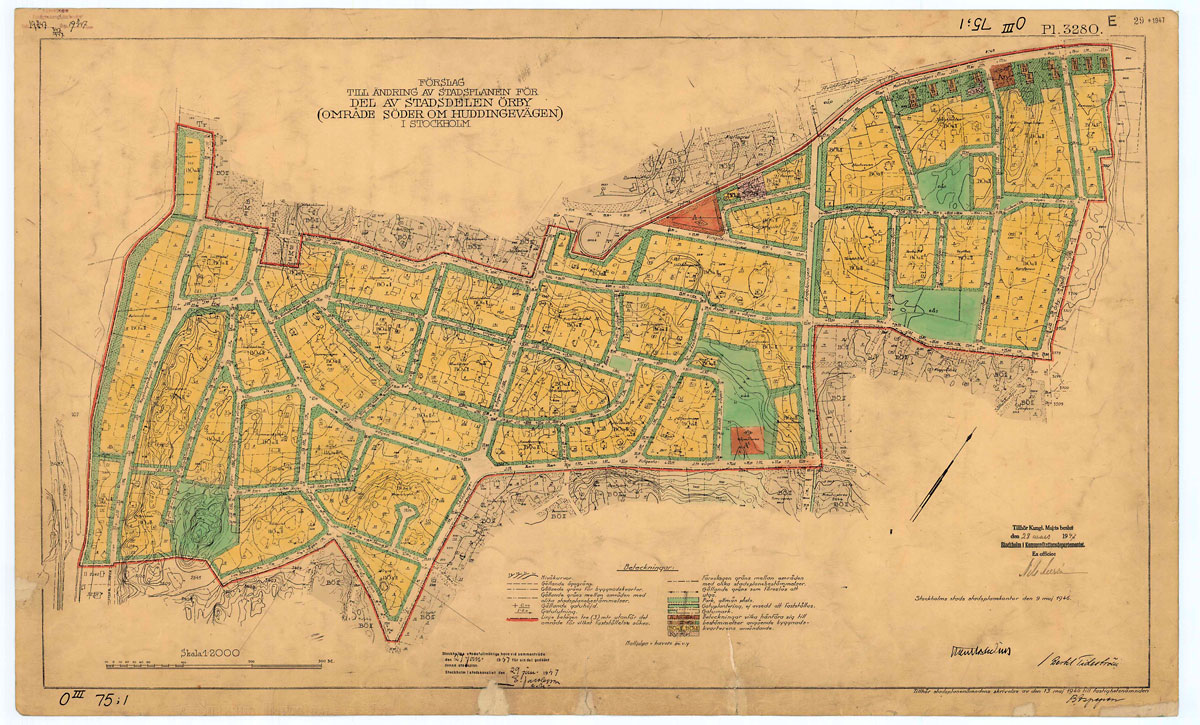
Stadsplan från 1946 för del av Örby villastad.

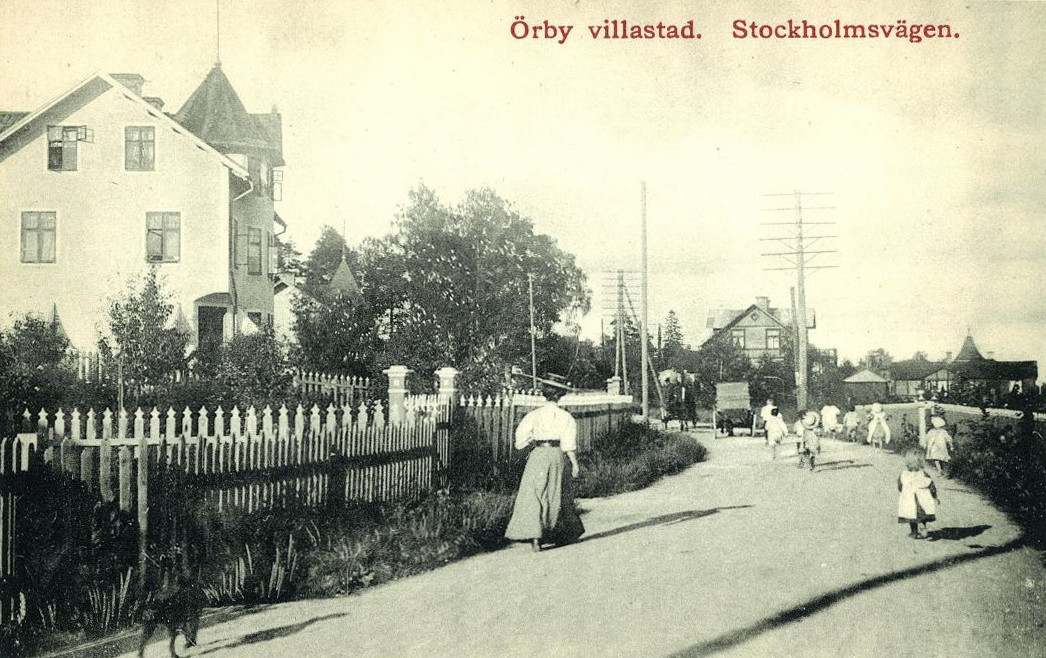
Stockholmsvägen i Örby Villastad.

Villabebyggelsen i Örby är en av Stockholms äldsta villastäder och började byggas ut i slutet av 1800-talet när drygt 600 hektar mark från Örby slott såldes till markexploatörerna notarien Fritz P. Dalheimer och brukspatronen J.E. Lignell. Köparna var främst arbetare och lägre tjänstemän, där exempel på yrken hos de första nybyggarna år 1898 var ångfartygsmaskinist, ölutkörare, telegrafist, smed samt måleriarbetare. Ursprungligen avstyckades 1 187 st tomter på mellan 1 500 och 4 000 m² som såldes för priser mellan 453 och 2 279 kr. Vid denna tid hörde dock även en del av Stureby fram till Sågverksgatan till Örby, vilken överfördes till Stureby i samband med tillkomsten av Örbyleden.
Till skillnad från flera av Stockholms övriga äldre villa- och trädgårdsstäder som såldes ut via kommunens försorg, bland annat Enskede och Bromma, fanns det vid denna tid inte någon stadsplan för Örby. De köpare som flyttade ut från framför allt Stockholms innerstad till Örby kunde där efter eget tycke och smak bygga sina hus på större tomter än vad som gällde för till exempel Gamla Enskede. Dessutom försåldes tomterna redan från början med äganderätt, medan de stadsdelar som såldes ut via kommunens försorg i hög grad såldes med tomträtt. Detta sammantaget medförde en större variation av hustyper och storlekar i Örby, varav flera större utsmyckade villor rika på snickarglädje och detaljer, där många står kvar än idag. 
Att någon stadsplan inte fanns medförde även att gator, elektricitet och VA-utbyggnad länge var eftersatt. De första gångbanorna av plank och den första gatubelysningen bestående av 42 st Luxlampor ordnades på egen hand under 1910-talet genom insamling av stadsdelens invånare själva. Det skulle komma att ta ända till 1940-talet innan vägar, avlopp och vatten var fullt utbyggt, detta sedan staden vid provtagning i brunnar konstaterat att förhållandena i Örby var direkt hälsovådliga. Strax efter detta fick Örby även stadsplan. Än idag tjänar dock de karaktäristiska bevarade luftledningarna som ett minne från denna stadsdelens svåra födelsetid.
Exempel på andra villastäder i Stockholm med ursprung från ungefär samma tidsperiod är Södertörns villastad, Kungsholms villastad (nuvarande Ulvsunda), Hässelby villastad och Enebybergs villastad.

## Bebyggelse

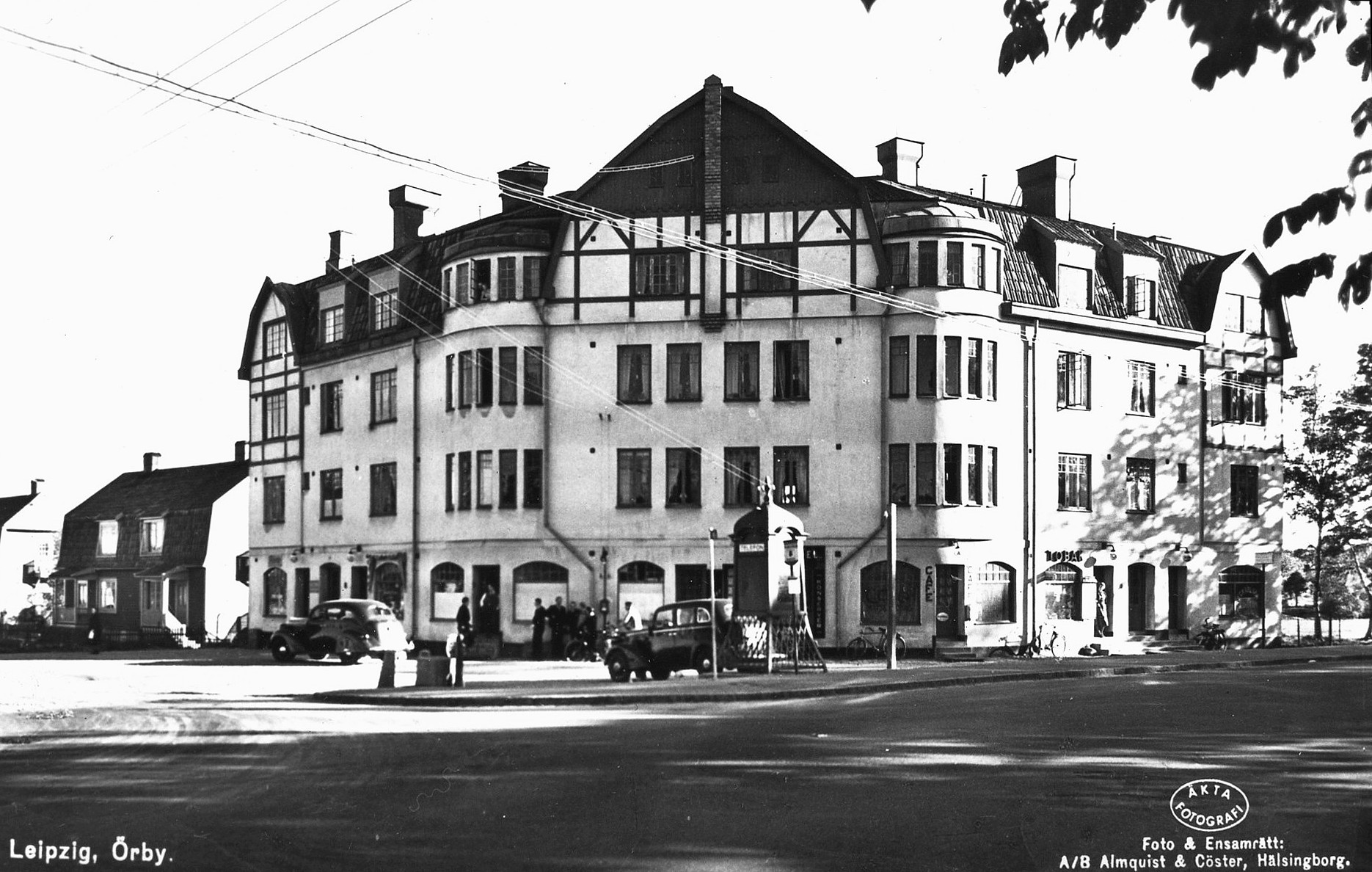
Leipzig-huset på 1930-talet.

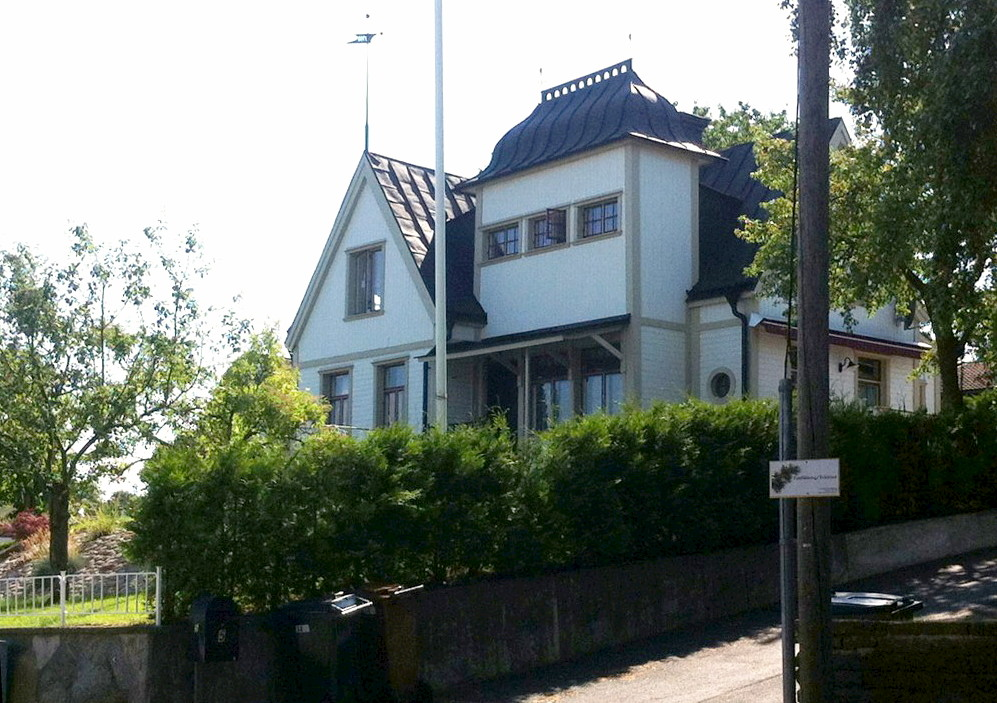
Sekelskiftesvilla på Stjärnhovsvägen.

På grund av att de stora tomterna under åren har styckats av i omgångar, är stadsdelen idag i likhet med de något yngre grannstadsdelarna Stureby, Örby slott och Liseberg väldigt varierad. Den består huvudsakligen av villor från olika tidsepoker från stadsdelens födelse vid 1800-talets slut fram till 1970-talet, med enstaka nyare inslag. Majoriteten av villatomterna är idag på 600–1 000 m². Detta har gett en på många ställen mycket intressant stadsmiljö där flera olika epoker och stilideal möts inom samma kvarter och där många hus är välbevarade. Villorna kompletteras av flerbostadshus, framför allt men inte uteslutande längs med Gamla Huddingevägen. Det mest kända av dessa är troligen det så kallade Leipzig-huset från 1900-talets början i korsningen Gamla Huddingevägen och Turingevägen, ett flerfamiljshus i fyra våningar med inspiration hämtad från tysk arkitektur under aktuell tidsepok som för tankarna till stadsbebyggelse vid sekelskiftet. Flerbostadshusbebyggelsen längs med Gamla Huddingevägen ger den delen av Örby en karaktär av förstad snarare än traditionell villaförort, med en bebyggelse som uppvisar många likheter med till exempel Hägerstensvägen genom Aspudden.
Karaktäristiska inslag i stadsbilden i övrigt är den kuperade terrängen och de många krökta gatorna, många med namn från städer och platser i Södermanland. Örby har även ett stort ekbestånd, där många ekar är flera hundra år gamla.

## Service
Örby har inget centrum, istället är stadsdelens butiker och serviceinrättningar utspridda över stadsdelen, främst längs med Gamla Huddingevägen som är kantad av flerbostadshus från sekelskiftet fram till framför allt 1940- och 50-talen. Närmaste större stadsdelscentrum finns i Högdalen.
Stadsdelen har två restauranger, tre pizzerior, matvaruaffär, skönhetssalong, inredningsaffär, bibliotek, däckverkstad. Bensinmack och hamburgerrestaurang finns i stadsdelens gräns mot Älvsjö.

## Kollektivtrafik
Mellan 1930 och 1951 gick spårvagn, linje 19, Örbybanan, mellan Slussen och Örby. Den vände vid idrottsplanen intill Örbyskolan. Linjen lades ned i samband med tunnelbanans tillkomst. Sträckan Gullmarsplan till Stureby blev tunnelbana, medan sträckan Stureby - Örby lades ned. Stadsdelen nås idag via pendeltåg till Älvsjö station, alternativt tunnelbana (grön linje 19) till Bandhagen eller Högdalen, eller någon av SL-bussarna 161 (Bagarmossen-Gröndal), 163 (Kärrtorp-Sätra Industri), 165 (Liljeholmen-Farsta centrum), 173 (Skarpnäck-Skärholmen) samt nattbussarna 190 (Sergels torg-Farsta strand) och 195 (Sergels torg-Hagsätra), 164 (Älvsjö-Gullmarsplan).

## Skola och fritidsverksamhet

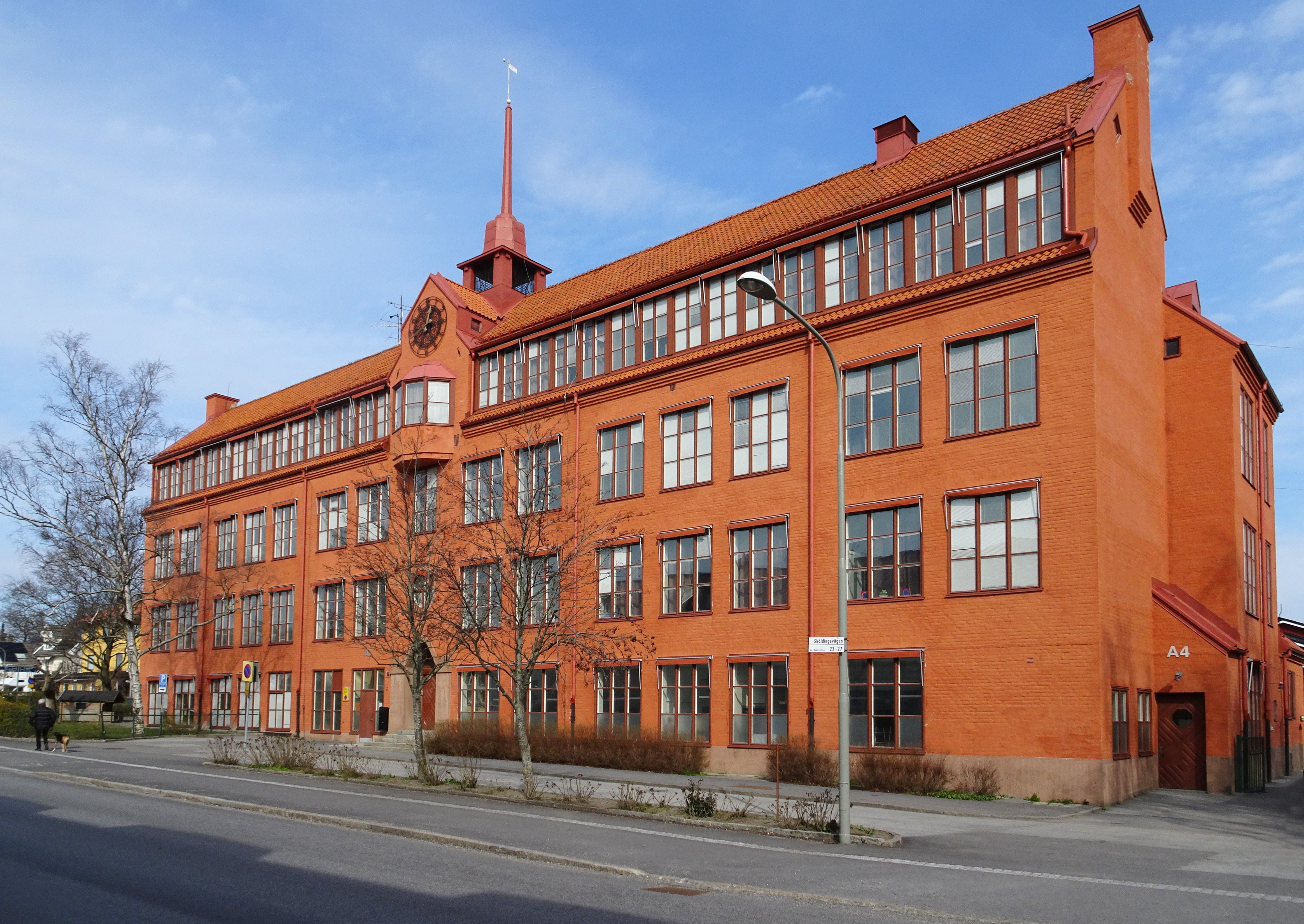
Örbyskolan, mars 2020.

Den första grundskolan, Röda skolan eller Örby gamla skola uppfördes år 1900 och är idag bibliotek. Nuvarande Örbyskolan eller Örby nya skola uppfördes 1915 efter ritningar av Georg A. Nilsson. Här finns låg- och mellanstadium med ungefär 730 elever. Den stora skolbyggnaden är byggd efter samma ritningar som för skolorna i Gamla Enskede och Långbro.  Röda skolan och Örby nya skola är blåmärkta av Stadsmuseet i Stockholm vilket innebär  att det representerar "synnerligen höga kulturhistoriska värden". 2015 kompletterades skolan med en ny matsalsbyggnad som även innehåller klassrum.
I Örby finns en fritidsklubb för barn i åldern 9-12 år. Lokalerna består av en gymnastiksal och ett antal små rum. För ungdomar i åldern 13-20 år finns en fritidsgård, som består av en gymnastiksal (där discon ofta ordnades förr i tiden), några rum och en liten cafeteria. Både fritidsklubben och fritidsgården ligger intill Örby skola.
Sedan 1921 driver Örby IS idrottsverksamhet i området i form av fotboll (senior och ungdom), innebandy (senior och ungdom) och ishockey (senior). Innebandyn spelas i Telefonplanshallen.

## Naturområden
I Örby finns flera parker och grönområden, det största av dessa utgörs av Örbystråket, ett kilometerlångt parkstråk genom bebyggelsen. Ytterligare parker finns vid kvarteren Fickuret och Hastighetsmätaren, samt Turingeparken och Aspöparken. Vid Magelungsvägen finns ett större fältområde med bland annat promenadväg, lekplats och hundrastgård. I närheten av Örby finns även sjön Magelungen, som förutom bad sommartid erbjuder goda möjligheter till skridskoåkning på vintern.
Vid Frustunavägen finns ett gravfält från yngre järnåldern.

## Kyrkor och församlingar
Örby tillhör Vantörs församling med Vantörs kyrka belägen i angränsande stadsdelen Högdalen. Historiskt sett (fram till 1957) har Örby tillhört Brännkyrka, varför Brännkyrka kyrka belägen i angränsande Örby slott också är av betydelse för stadsdelen.
På Västermovägen 64 finns pingstförsamlingen Örbykyrkan Filadelfia (vars kyrka 1910 - 1975 var Örby baptistkyrka).
Örby Scoutkår huserar i Örby Metodistförsamlings Örby kapell på Kärnbovägen 6.

## Politisk hemvist
Röstetalen fördelade sig enligt följande i 2010 års kommunalval:
- Alliansen: 65,16%
- Rödgröna: 31,58%
- Övriga: 3,26

## Demografi
År 2017 hade stadsdelen cirka 5 600 invånare, varav cirka 19,6 procent med utländsk bakgrund.
Medelinkomsten 2010 i Örby i åldersgruppen 20-64 år var 368 600 kr (412 900 kr för män och 322 900 kr för kvinnor). Det är den sjunde högsta inkomsten bland söderorts 52 stadsdelar, efter Mälarhöjden, Herrängen, Långsjö, Långbro, Enskedefältet och Stureby. Av befolkningen är 29 % under 20 år, 58,7 % är 20-64 år och 12,3 % är 65 år och uppåt.

### Bostäder
Av stadsdelens lägenheter upplåts 56,3 % som bostadsrätt och 43,7 % som hyresrätt (varav 0 % som hyresrätt hos allmännyttan).
Medianpriset på en villa under 2010 var 5 300 000 kr och kvadratmeterpriset för bostadsrätter 36 500 kr.

## Stadsutvecklingsprojekt
2012 pågår flera stadsutvecklingsprojekt i och i närheten av Örby. Det största av dessa berör Örbys sydvästra del, där staden genomför ett planarbete med syfte att bättre länka samman stadsdelen med centrala Älvsjö, Örby slott, Brännkyrka kyrka samt överdäcka en sträcka av Huddingevägen med bostäder och kontor.

## Örby i kulturen
Den del av Örby som i dag heter Årdalabacken kallades förr i folkmun för "Skojarbacken". I närheten låg det hus där författarinnan Moa Martinson bodde som barn och som bildar miljö för romanen Mor gifter sig (1936).